# Jochen Maassen
Jochen Maassen (auch Maaßen, * 3. November 1953 in Grevenbroich) ist ein ehemaliger deutscher Eishockeyspieler.

## Werdegang
Jochen Maassen begann mit dem Eishockey beim damals größten Eishockeyverein Kölns, dem Kölner Eisklub (KEK). Dort durchlief er als Verteidiger sämtliche Jugendmannschaften und hatte 1969 erste Einsätze für die Profimannschaft, die zu dieser Zeit erstmals in der Bundesliga spielte. Allerdings stieg man in der Saison 1969/70 sofort wieder ab und spielte bis 1972 in der Oberliga, der damals zweithöchsten Spielklasse. 1972 gehörte Maassen zu den Gründern des Kölner EC – „Die Haie“ (KEC), der sich aus der vom KEK abgespaltenen Eishockeyabteilung gründete. Bereits in der ersten Spielzeit des neuen Vereins erreichte er mit den Haien die Oberligameisterschaft und den damit verbundenen Wiederaufstieg in die Bundesliga. Dort gehörte Maassen bis 1976 der Mannschaft an. Danach spielte er noch einige Jahre für den Duisburger SC sowie den Neusser SC in der Oberliga. Seine aktive Karriere beendete er 1983 nach zwei weiteren Jahren beim SC Condor Hamburg.